# Felipe Barandiaran Mujika
Felipe Barandiaran Mujika (Lazcano, 29 de julio de 1945) es un actor español. 

## Biografía
Hijo de un conocido tratante de ganado porcino de la comarca de Goyerri y un ama de casa del caserío orditziarra de Zabale. Nació en el caserío lazkaotarra de Txerrizalene aunque a los pocos años se trasladó a la casa Loraitz. Es el mayor de sus seis hermanos, está casado y tiene dos hijos.
En 1982, tras la inauguración de la televisión autonómica vasca (EiTB) Felipe Barandiarán fue contratado para trabajar como actor de doblaje, fundamentalmente en euskera.
En 1985, el director Anjel Lertxundi le contrató para actuar en el mediometraje Hamaseigarrenean aidanez. En dicha película, Felipe Barandiaran interpretó el papel de Domingo, un hombre obsesionado por las apuestas. Su brillante actuación le valió ser contratado por segunda vez por Anjel Lertxundi para actuar, dos años más tarde, en el largometraje Kareletik/Por la borda.  
En 1988 participó en el reparto de Eskorpion, de Ernesto Tellería y un año más tarde, en el film Urte ilunak-Los años oscuros, de Arantxa Lazcano.
En el teatro, destacó por su papel en La noticia, de Rafael Mendizábal, Mephisto, con la compañía Arteszena o Sin ti de Aizpea Goenaga. 
Como actor de doblaje, ha interpretado en euskera a conocidos personajes de diferentes películas y series televisivas. En 1993 puso voz al Estadio de Atocha en el documental de ETB Agur Atotxa.
Actualmente, compagina su trabajo para la EiTB, poniendo voz a los anuncios corporativos de sus diferentes canales y emisoras, con su participación en series de televisión (Goenkale, El comisario), películas de cine (Aupa Etxebeste!), lectura de cuentos (fundamentalmente con Bernardo Atxaga), narración de documentales (Historia de Euskalerria, Vascos en América, Euroconsumidores) y anuncios comerciales, tanto de difusión nacional (Nike, Codorniu) como autonómica.

## Filmografía

### Televisión
- El comisario (2002)
- La noche del escorpión (2002)
- El Señorío de Larrea (1999)
- Goenkale (1994)

### Cine
- Aupa Etxebeste! (2005)
- Mi hijo Arturo (2001)
- Karramarro uhartea (2000)
- Ahmed, el príncipe de la Alhambra (1998)
- Urte ilunak (1993)
- Eskorpion (1988)
- Kareletik (1987)
- Hamaseigarrenean aidanez (1985)